# Capistrano de Abreu

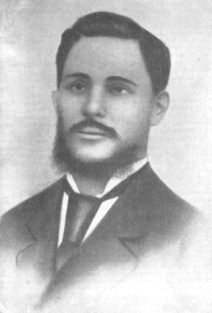
Capistrano de Abreu

Capistrano de Abreu (właśc. João Capistrano de Abreu, ur. 23 października 1853 w Maranguape, zm. 13 sierpnia 1927 w Rio de Janeiro) – brazylijski profesor historii.
Jest jednym z twórców historii jako dziedziny nauki w Brazylii. Przyczynił się także do rozwoju etnografii i badań nad językiem. Jego prace naukowe podejmujące tematykę językoznawczą tłumaczono m.in. na j. niemiecki i francuski.
W swoich badaniach de Abreu kładł duży nacisk na wiarygodne źródła, sam tych zaleceń przestrzegał rygorystycznie. Starannie też badał odkryte fakty historyczne. Zajmował się m.in. okresem kolonizacji Brazylii w latach 1500-1800. Jego praca Odkrycie Brazylii wydana w 1883 roku uważana jest za jedno z najważniejszych dzieł wśród prac naukowych podejmujących tematykę historii Brazylii i jej opisu.
W 1899 roku zrezygnował ze stanowiska pedagoga i poświęcił się wyłącznie pracom badawczym.

## Ważniejsze publikacje
- Estudo sobre Raimundo da Rocha Lima (1878)
- José de Alencar (1878)
- A língua dos Bacaeris (1897)
- Capítulos de História Colonial (1907)
- Dois documentos sobre Caxinauás (1911-1912)
- Os Caminhos Antigos e o Povoamento do Brasil (1930)
- O Descobrimento do Brasil (Odkrycie Brazylii, 1883)
- Ensaios e Estudos (Eseje i studia, 1931-33, wyd. pośmiertnie)
- Correspondência (Korespondencja, 1954, wyd. pośmiertnie)